# Tennis Masters Cup 2002
In 2002 is de Tennis Masters Cup voor de eerste maal gehouden in Shanghai (China). De Tennis Masters Cup is het tennistoernooi dat het kalenderjaar afsluit en waaraan alleen de beste acht tennissers in het enkelspel van dat jaar mogen deelnemen. In 2022 werd er geen toernooi voor de beste dubbelkoppels georganiseerd.

## Enkelspel
De acht geplaatste spelers + vervanger:

### Deelnemers
| Rang | Speler              | Resultaat    |
| ---- | ------------------- | ------------ |
| 1.   | Lleyton Hewitt      | winnaar      |
| 2.   | Andre Agassi        | groepsfase   |
| 3.   | Marat Safin         | groepsfase   |
| 4.   | Juan Carlos Ferrero | finale       |
| 5.   | Carlos Moyá         | halve finale |
| 6.   | Roger Federer       | halve finale |
| 7.   | Jiří Novák          | groepsfase   |
| 8.   | Albert Costa        | groepsfase   |
| 9.   | Thomas Johansson    | groepsfase   |

### Rode Groep

#### Uitslagen
| Speler 1             |   | Speler 2           | Score          |
| -------------------- | - | ------------------ | -------------- |
| Lleyton Hewitt (Aus) | - | Marat Safin (Rus)  | 6-4 2-6 6-4    |
| Carlos Moyà (Spa)    | - | Albert Costa (Spa) | 7-6(7) 3-6 6-4 |
| Lleyton Hewitt (Aus) | - | Carlos Moyà (Spa)  | 4-6 5-7        |
| Marat Safin (Rus)    | - | Albert Costa (Spa) | 6-3 4-6 3-6    |
| Lleyton Hewitt (Aus) | - | Albert Costa (Spa) | 6-2 4-6 6-3    |
| Marat Safin (Rus)    | - | Carlos Moyà (Spa)  | 4-6 5-7        |

#### Klassement
| #  | Rang | Speler                     | Gespeeld | Wedst G/V | Sets G/V |
| -- | ---- | -------------------------- | -------- | --------- | -------- |
| 1. | 5    | Carlos Moyà (Spanje)       | 3        | 3 - 0     | 6 - 1    |
| 2. | 1    | Lleyton Hewitt (Australië) | 3        | 2 - 1     | 4 - 4    |
| 3. | 8    | Albert Costa (Spanje)      | 3        | 1 - 2     | 3 - 3    |
| 4. | 4    | Marat Safin (Rusland)      | 3        | 0 - 3     | 2 - 6    |

### Blauwe Groep

#### Uitslagen
| Speler 1                  |   | Speler 2                  | Score          |
| ------------------------- | - | ------------------------- | -------------- |
| Andre Agassi (VSt)        | - | Juan Carlos Ferrero (Spa) | 5-7 6-2 6-7(6) |
| Roger Federer (Zwi)       | - | Jiří Novák (Tsj)          | 6-0 4-6 6-2    |
| Roger Federer (Zwi)       | - | Thomas Johansson (Zwe)    | 6-3 7-5        |
| Juan Carlos Ferrero (Spa) | - | Jiří Novák (Tsj)          | 7-5 6-3        |
| Andre Agassi (VSt)        | - | Jiří Novák (Tsj)          | 5-7 1-6        |
| Juan Carlos Ferrero (Spa) | - | Roger Federer (Zwi)       | 3-6 4-6        |

#### Klassement
| #  | Rang | Speler                          | Gespeeld | Wedst G/V | Sets G/V |
| -- | ---- | ------------------------------- | -------- | --------- | -------- |
| 1. | 6    | Roger Federer (Zwitserland)     | 3        | 3 - 0     | 6 - 1    |
| 2. | 4    | Juan Carlos Ferrero (Spanje)    | 3        | 2 - 1     | 4 - 3    |
| 3. | 7    | Jiří Novák (Tsjechië)           | 3        | 1 - 2     | 3 - 4    |
| 4. | 2    | Andre Agassi (Verenigde Staten) | 2        | 0 - 2     | 1 - 4    |
| 5. | Inv. | Thomas Johansson (Zwe)          | 1        | 0 - 1     | 0 - 2    |

### Halve finales
| Carlos Moyà (Spa)   | - | Juan Carlos Ferrero (Spa) | 7-6, 4-6, 4-6 |
| Roger Federer (Zwi) | - | Lleyton Hewitt (Aus)      | 5-7, 7-5, 5-7 |

### Finale
| Juan Carlos Ferrero (Spa) | - | Lleyton Hewitt (Aus) | 5-7, 5-7, 6-2, 6-2, 4-6 |